# 15cm K 39
15cm K 39（ドイツ語：15 cm Kanone 39）とは、第二次世界大戦においてナチス・ドイツが使用した口径150mmのカノン砲である。

## 概要
1930年代末にクルップ社は重野戦砲・沿岸砲兼用の大型砲の開発に着手し、1939年に生産を開始した。同時期にラインメタル社が設計した15cm K 18と比較すると開脚式砲架であるため水平射角が広い以外性能に大差はなく、砲弾も15cm K 18や15cm sFH 18と共通である。
沿岸砲として運用するために12分割したターンテーブルも設計されている。ターンテーブルを使用する際には12分割したターンテーブルを組み立てて一つの円状にし、中心に砲架を据え付け、閉じた脚をターンテーブルの端に据え付けて誘導輪をかみ合わせる。
ナチス・ドイツのフランス侵攻から本格的に実戦投入され、独ソ戦でもバルバロッサ作戦やブラウ作戦などの重要な作戦で使用されている。ナチス･ドイツ以外では中立国であったトルコに輸出されている。

## スペック
- 口径：149.1mm
- 全長：m
- 全幅：m
- 重量：12,200kg（砲撃時）/ 18,282kg（牽引時）
- 砲身長：7,868mm
- 仰俯角：-3°~+46°
- 左右旋回角：60°（直接接地）/ 360°（台座上）
- 運用要員：名
- 発射速度：2発/分（最大）
- 射程：24,700m
- 生産期間：1939年~1942年?
- 生産総数：61門